# Geogarypus elegans
Geogarypus elegans es una especie de arácnido del orden Pseudoscorpionida de la familia Geogarypidae.

## Distribución geográfica
Se encuentra en Malasia.